# Епархия Чефалу
Епархия Чефалу (итал. Diocesi di Cefalù, лат. Dioecesis Cephaludensis) — католическая епархия латинского обряда в Италии, на острове Сицилия с центром в городе Чефалу. Входит в состав митрополии Палермо.

## История
Дата образования епархии точно неизвестна, согласно источникам в 866 году епархия Чефалу была суффраганна архиепархии Сиракуз. Известен только один епископ этого периода, Никита, который участвовал в Четвёртом Константинопольском соборе в 869 году. После завоевания Сицилии мусульманами епархия прекратила существование.

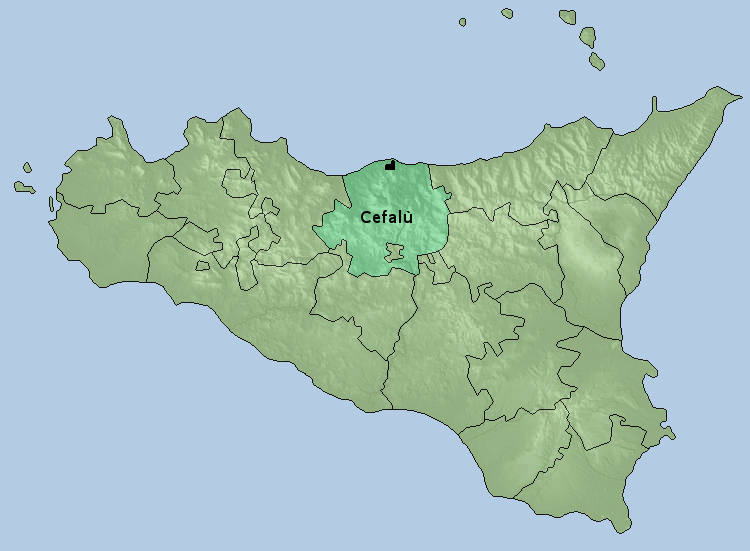
епархия Чефалу на карте Сицилии

За отвоеванием Сицилии у мусульман и образованием Сицилийского королевства последовало восстановление христианских структур. Епархия Чефалу была образована в 1131 году антипапой Анаклетом II по просьбе Рожера II и была подчинена архиепархии Мессины. Первым епископом Чефалу после восстановления епископства стал Точелмо. Сразу же после основания началось возведение кафедрального собора епархии, исполняющего эту роль по сей день. Долгое время в епархии Чефалу практиковалось параллельное использование латинского и византийского обрядов. Вплоть до XVII века епископы Чефалу были феодальными сеньорами и владели большими землями. Среди епископов выделяются Ардуйно II, который дважды отправлялся в изгнание из-за противодействия императору Фридриху, Николо (1352 год), умерший в заключении в крепости Грассарио и Франческо из дома Гонзага (умер в 1587 году), создатель первой семинарии на Сицилии.
В 1844 году епархия Чефалу передана в состав митрополии Палермо.

## Современное состояние

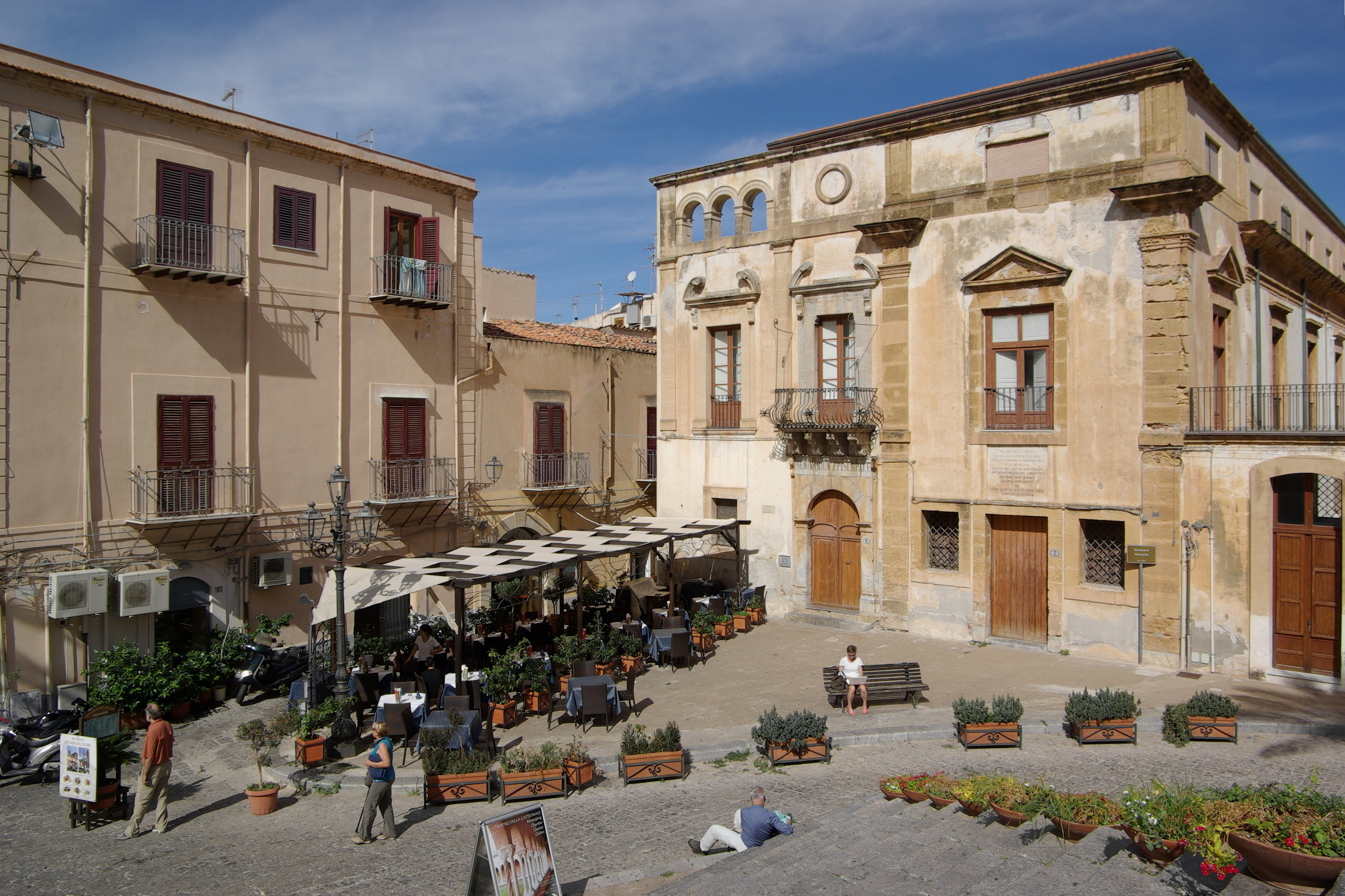
Здание епархиальной семинарии

По данным на 2006 год в епархии насчитывалось 111 тысяч католиков (98 % населения), 98 священников, 57 монахов (25 иеромонахов), 112 монахинь и 53 прихода. Кафедральным собором епархии является собор Преображения Господня в Чефалу, построенный в 1131—1267 годах и носящий почётный статус «малой базилики». Кроме кафедрального собора этот статус получили ещё два храма епархии — Базилика Святой Агаты в Монтемаджоре-Бельсито и Базилика Святого Петра в Коллезано. C 2009 года епархию возглавляет епископ Винченцо Манцелла (итал. Vincenzo Manzella).